# Leptatherina presbyteroides
Leptatherina presbyteroides är en fiskart som först beskrevs av Richardson, 1843.  Leptatherina presbyteroides ingår i släktet Leptatherina och familjen silversidefiskar. Inga underarter finns listade i Catalogue of Life.